# Antonio Tuzza
Antonio Tuzza (Bari, 17 maggio 1971) è un musicista, compositore e produttore discografico italiano.

## Biografia
Inizia la sua carriera di musicista suonando la chitarra e cantando in una delle più importanti beatles tribute band italiano, i baresi The Quarrymen, con la quale, per circa vent'anni, gira in lungo e in largo l'Italia, approdando nel 2005 agli Abbey Road Studios di Londra (il gruppo vince il premio come miglior beatles band italiana, ex aequo con i romani Apple Pies), e al Cavern Club di Liverpool (grazie alla casuale conoscenza di Julia Baird, sorella di John Lennon).

## Formazione
Ha suonato la chitarra come chitarrista e cantante della Jazz Studio Orchestra e come chitarrista aggiunto nella Orchestra della Magna Grecia di Taranto.
Quasi completamente autodidatta, nel 2005 studia composizione di musica per film con il m° Luis Enrique Bacalov presso l'Accademia Musicale Chigiana di Siena.

## Musiche originali

### Colonne sonore originali per il teatro
- Ladro di Saponette (2018) di Pietro Naglieri (Schegge di Cotone)
- Cercando Miss Mina (2009) di Giampiero Borgia (Teatro dei Borgia), selezionato al Edinburgh Fringe festival di Edimburgo

### Colonne sonore originali per lungometraggi
- Piripicchio - L'ultima mossa (2010) di Vito Giuss Potenza (Vega Spettacolo)
- Amar la vita (2007) di Roberto Di Matteo
- Nicola, lì dove sorge il sole (2006) di Vito Giuss Potenza (Gat Produzione)

### Colonne sonore originali per cortometraggi
- Bacaroz (2012) di Vito Palumbo
- Sposerò Nichi Vendola (AncheCinema, 2010) di Andrea Costantino - 67° Mostra Internazionale d'Arte Cinematografica di Venezia

### Brani inseriti in film
- Mi rifaccio vivo (Fandango, 2013) di Sergio Rubini, il brano Long Pier Rock è stato scritto con Pierluigi Ferrandini
- Non cresce l'erba di Mario Bucci (Dinamo Film) per MTV
- U megghie paise (Mangrovia Film, Dinamo Film, Fourlab 2010) di Vanni Bramati
- Il Villaggio della amicizia (2009) di Vito Giuss Potenza (Agebeo)
- Nicola Natale e il Villaggio delle Luna (2007) di Vito Giuss Potenza (Agebeo)
- Tutto l'amore che c'è (2000) di Sergio Rubini (Cecchi Gori); autore del testo del brano The Dark of Life, scritto con il compositore Michele Fazio

### Spot
- Apulia Film Commission 2012
- Acquedotto Pugliese (AncheCinema, 2008)

### Videoarte
- Antilogica (AncheCinema, 2010) di Andrea Costantino
- Solidarietà in allestimento (AncheCinema, 2009) di Andrea Costantino

### Corporate film
- Progetto Teddy (animazione, 2010) per CVBF, Consorzio per le Valutazioni Biologiche e Farmaceutiche
- Agrimed (AncheCinema, 2010) di Andrea Costantino
- Indeco spa (MDP, 2006) di Andrea Maggi
- Pasta Divella (AncheCinema, 2007) di Andrea Costantino
- Acquedotto Pugliese (AncheCinema, 2008) di Andrea Costantino
- Mutuo Valore Casa (MDP, 2010) di Andrea Maggi